# Cultura de massa
Cultura de massa (também chamada de cultura pop) refere-se ao conjunto de ideologias, perspectivas, atitudes,   imagens e outros elementos que são adotados por um consenso informal, tendo como referência uma dada visão de mundo, especialmente a ocidental, a partir da segunda metade do século XX.
Fortemente influenciada pela mídia de massa, essa colecção de ideias permeia o cotidiano da sociedade. Em contraste, o folclore se refere a um cenário cultural de sociedade mais locais ou pré-industriais.
A cultura popular é frequentemente vista como trivial e simplificada para que se possa encontrar uma aceitação consensual através do contexto maior. Como resultado, ela tem forte criticismo de várias subculturas (mais notavelmente grupos religiosos e contra-culturais) que acreditam-na superficial, consumista, sensacionalista, e corrupta.
O termo "cultura popular" surgiu no século XIX, em uso original para se referir à educação e cultura das classes mais baixas. O termo começou a assumir o significado de uma cultura de classes mais baixas, separado e se opondo à "verdadeira educação" próximo do final do século, um uso que se tornou estabelecido no período de entre guerras. O significado corrente do termo, cultura para consumo da massa, originou-se especialmente nos Estados Unidos, estabelecendo-se ao final da Segunda Guerra Mundial. A forma abreviada em inglês pop culture data da década de 1900.

## Propagação institucional
O ensaio A Crise da Cultura de Hannah Arendt, escrito em 1961 sugere que uma "mídia dirigida pelo mercado lideraria o deslocamento da cultura pelos ditames do entretenimento." Susan Sontag argumenta que, na nossa cultura, os mais "...inteligíveis, persuasivos valores são [crescentemente] tirados das indústrias de entretenimento", "debilitam os padrões de seriedade". Como resultado, tópicos "tépidos, suaves e sem sentido" estão se tornando a norma.
Algumas críticas argumentam que a cultura popular é simplificada: "...jornais que uma vez veicularam notícias estrangeiras agora apresentam fofocas sobre celebridades, fotografias de jovens garotas com pouca roupa... a televisão substitui a dramatização de alta qualidade por jardinagem, culinária e outros programas de 'estilo de vida'...[e] bobos 'reality shows'," a ponto de as pessoas estarem constantemente imersas em curiosidades sobre a cultura das celebridades. todas as culturas são iguais.
Críticos de televisão e cinema têm argumentado que a qualidade das produções televisivas têm sido diluídas como a perseguição implacável ao "populismo e avaliações", focando no "insípido, exibível e popular." No cinema, "a cultura e os valores de Hollywood" estão cada vez mais dominando as produções de outros países. Os filmes de Hollywood têm mudado de criar filmes com uma certa fórmula pré-definida que enfatizam "...o choque de valores e impressão (impressões) superficial (superficiais)" e efeitos especiais, com temas que focalizam nos "...instintos básicos de agressão, revanche, violência [e] ganância". Os roteiros "...frequentemente parecem simples, um modelo padronizado tirado da estante, e o diálogo é mínimo." As "personagens são superficiais e não convincentes, o diálogo é também simples, irreal e mal construído."

## Cultura de massa e capitalismo
Como consequência das tecnologias surgidas no século XIX, a cultura de massa desenvolveu-se ofuscando outros tipos de cultura anteriores e alternativos a ela.
A chegada da cultura de massa acaba submetendo as demais expressões “culturais” a um projeto comum e homogêneo — ou pelo menos pretende essa submissão. Por ser produto de uma articulação de porte internacional (e, mais tarde, global), a cultura de massa esteve sempre ligada ao poder econômico do capital industrial e financeiro, configurando aquilo que Noam Chomsky considera uma forma de totalitarismo, baseado na publicidade. Chomsky afirma que "a propaganda significa para a democracia o mesmo que o porrete significa para o estado totalitário". Desta forma, para Chomsky, a massificação da cultura se dá através de um artifício totalitário, servindo a interesses econômicos.

## Cultura popular
A cultura popular, produzida fora de contextos institucionalizados ou mercantis, teve de ser um dos objetos dessa repressão imperiosa. Justamente por ser anterior, o popular era também alternativo à cultura de massa, que por sua vez pressupunha — originalmente — ser hegemônica como condição essencial de existência.
O que a indústria cultural percebeu mais tarde - e o que Adorno constatou, pessimista - é que ela possuía a capacidade de absorver em si os antagonismos e propostas críticas - incorporando-os e esterilizando-os, em vez de se contrapor a eles ou combatê-los. Desta forma, sim, a cultura de massa alcançaria a hegemonia: elevando ao seu próprio nível de difusão e exaustão qualquer manifestação cultural, e assim tornando-a efemêra e desvalorizada.
A crítica, que antes era externa à indústria cultural, passa agora a estar no berço dessa indústria. A cultura popular, em vez de ser recriminada por ser "de mau gosto" ou "de baixa qualidade", é deixada de lado quando usado o argumento mercadológico do "isto não vende mais" — depois de ser repetida até exaurir-se de qualquer significado ideológico ou político.
No contexto da indústria cultural — da qual a mídia é o maior porta-voz — são totalmente distintos e independentes os conceitos de "popular" e "popularizado", já que o grau de difusão de um bem cultural não depende mais de sua classe de origem para ser aceite por outra. A grande alteração da cultura de massa foi transformar todos em consumidores - coerentemente com a lógica iluminista, segundo a qual todos são iguais e livres para consumir os produtos que desejarem. Dessa forma, pode haver o "popular" (i.e., produto de expressão genuína da cultura popular) que não seja popularizado (i.e., "que não venda bem") e o "popularizado" (i.e., o que vende bem, ainda que não tenha origem na cultura popular). No contexto da indústria cultural, "popular" corresponde a algo - um pessoa, uma prática, uma crença, um produto - amplamente aceito e aprovado pelo público em geral. Portanto o bem cultural é reificado, tornando-se objeto de compra ou venda no mercado ou uma mercadoria produzida em massa e destinada ao consumo de massa. Cria-se então uma implicação recíproca - segundo a qual aquilo que é "de massa" é "popular", e o que é "popular" é "de massa" - que irá constituir o próprio fundamento da produção da cultura de massa e, portanto, da indústria cultural. Nas palavras de K. Turner, a cultura popular e a mídia de massa têm uma relação simbiótica: cada uma depende da outra em uma íntima colaboração.